# Zdenčac
Zdenčac – wieś w Chorwacji, w żupanii bielowarsko-bilogorskiej, w mieście Garešnica. W 2011 roku liczyła 441 mieszkańców.